# Liga Femenina de Baloncesto
La Liga Femenina de Baloncesto (LF, Lega Femminile di Pallacanestro) è il massimo campionato di pallacanestro femminile in Spagna. Si disputa dal 1963-64. È organizzata dalla Federación Española de Baloncesto.

## Formula
Attualmente, la competizione consiste in un girone di sedici squadre che si incontrano in partite di andata e ritorno. Al termine della stagione regolare, le prime otto giocano i play-off per il titolo nazionale. Le ultime due retrocedono nella Liga Femenina Challenge.
Il primo classificato disputa l'EuroLeague Women, mentre altre squadre partecipano alla EuroCup Women. Tuttavia, negli ultimi anni, varie squadre hanno rinunciato a partecipare a competizioni europee.

## Partecipanti
Le squadre nella stagione 2024-25 sono:
| Squadra                      | Città                      |
| ---------------------------- | -------------------------- |
| Valencia Basket              | Valencia                   |
| Perfumerías Avenida          | Salamanca                  |
| Casademont Zaragoza          | Zaragoza                   |
| Spar Girona                  | Gerona                     |
| Hozono Global Jairis         | Alcantarilla               |
| Movistar Estudiantes         | Madrid                     |
| IDK Euskotren                | San Sebastián              |
| Baxi Ferrol                  | Ferrol                     |
| Durán Maquinaria Ensino Lugo | Lugo                       |
| Lointek Gernika Bizkaia      | Guernica y Luno            |
| Cadí La Seu                  | Seo de Urgel               |
| Kutxabank Araski             | Vitoria                    |
| Celta Femxa Zorka            | Vigo                       |
| Spar Gran Canaria            | Las Palmas de Gran Canaria |
| Osés Construcción Ardoi      | Zizur Mayor                |
| Club Joventut Badalona       | Badalona                   |

## Albo d'oro
Dalla stagione 1996-97 vengono disputati i play-off per conferire il titolo di campione di Spagna.
- 1963-64  CREFF Madrid
- 1964-65  CREFF Madrid
- 1965-66  Medina La Coruña
- 1966-67  CREFF Madrid
- 1967-68  CREFF Madrid
- 1968-69  CREFF Madrid
- 1969-70  CREFF Madrid
- 1970-71  CREFF Madrid
- 1971-72  CE Mataró-Ignis
- 1972-73  CE Mataró-Ignis
- 1973-74  CE Mataró-Ignis
- 1974-75  PICEFF Barcelona
- 1975-76  Picadero Jockey Club
- 1976-77  Celta Citroën
- 1977-78  Picadero Jockey Club
- 1978-79  Celta Citroën
- 1979-80  Picadero Jockey Club
- 1980-81  Comansi Barcelona
- 1981-82  Celta Citroën
- 1982-83  Comansi Barcelona
- 1983-84  Real Canoe
- 1984-85  Real Canoe
- 1985-86  Real Canoe
- 1986-87  CB Tortosa
- 1987-88  CB Tortosa
- 1988-89  CB Tortosa
- 1989-90  CB Masnou
- 1990-91  Dorna Godella
- 1991-92  Dorna Godella
- 1992-93  Dorna Godella
- 1993-94  Dorna Godella

- 1994-95  Godella Costa Naranja
- 1995-96  Godella Costa Naranja
- 1996-97  Pool Getafe
- 1997-98  Pool Getafe
- 1998-99  Banco Simeón Vigo
- 1999-00  Banco Simeón Vigo
- 2000-01  Ros Casares Valencia
- 2001-02  Ros Casares Valencia
- 2002-03  UB-F.C. Barcelona
- 2003-04  Ros Casares Valencia
- 2004-05  UB-F.C. Barcelona
- 2005-06  Perfumerías Avenida Salamanca
- 2006-07  Ros Casares Valencia
- 2007-08  Ros Casares Valencia
- 2008-09  Ros Casares Valencia
- 2009-10  Ros Casares Valencia
- 2010-11  Perfumerías Avenida Baloncesto
- 2011-12  Ros Casares Valencia
- 2012-13  Perfumerías Avenida Baloncesto
- 2013-14  Rivas Ecópolis
- 2014-15  Uni Girona Club de Baloncesto
- 2015-16  Perfumerías Avenida Salamanca
- 2016-17  Perfumerías Avenida Salamanca
- 2017-18  Perfumerías Avenida Salamanca
- 2018-19  Uni Girona Club de Baloncesto
- 2019-20 non assegnato
- 2020-21  Perfumerías Avenida Salamanca
- 2021-22  Perfumerías Avenida Salamanca
- 2022-23  Valencia Basket Club
- 2023-24  Valencia Basket Club
- 2024-25  Valencia Basket Club[4]

## Palmarès
| Vittorie | Squadre                                      | Anni                                                                               |
| -------- | -------------------------------------------- | ---------------------------------------------------------------------------------- |
| 14       | Dorna Godella (6) e Ros Casares Valencia (8) | 1991, 1992, 1993, 1994, 1995, 1996, 2001, 2002, 2004, 2007, 2008, 2009, 2010, 2012 |
| 8        | Perfumerías Avenida                          | 2006, 2011, 2013, 2016, 2017, 2018, 2021, 2022                                     |
| 7        | CREFF Madrid                                 | 1964, 1965, 1967, 1968, 1969, 1970, 1971                                           |
| 5        | Banco Simeón Celta de Vigo                   | 1977, 1979, 1982, 1999, 2000                                                       |
| 3        | CE Mataró                                    | 1972, 1973, 1974                                                                   |
| 3        | Picadero Jockey Club                         | 1976, 1978, 1980                                                                   |
| 3        | Real Canoe                                   | 1984, 1985, 1986                                                                   |
| 3        | CB Tortosa                                   | 1987, 1988, 1989                                                                   |
| 3        | Valencia Basket Club                         | 2023, 2024, 2025                                                                   |
| 2        | Comansi Barcelona                            | 1981, 1983                                                                         |
| 2        | Pool Getafe                                  | 1997, 1998                                                                         |
| 2        | UB-FC Barcelona                              | 2003, 2005                                                                         |
| 2        | Uni Girona Club de Baloncesto                | 2015, 2019                                                                         |
| 1        | Medina A Coruña                              | 1966                                                                               |
| 1        | PICEFF Barcelona                             | 1975                                                                               |
| 1        | CB Masnou                                    | 1990                                                                               |
| 1        | Rivas Ecópolis                               | 2014                                                                               |